# انیمالیر

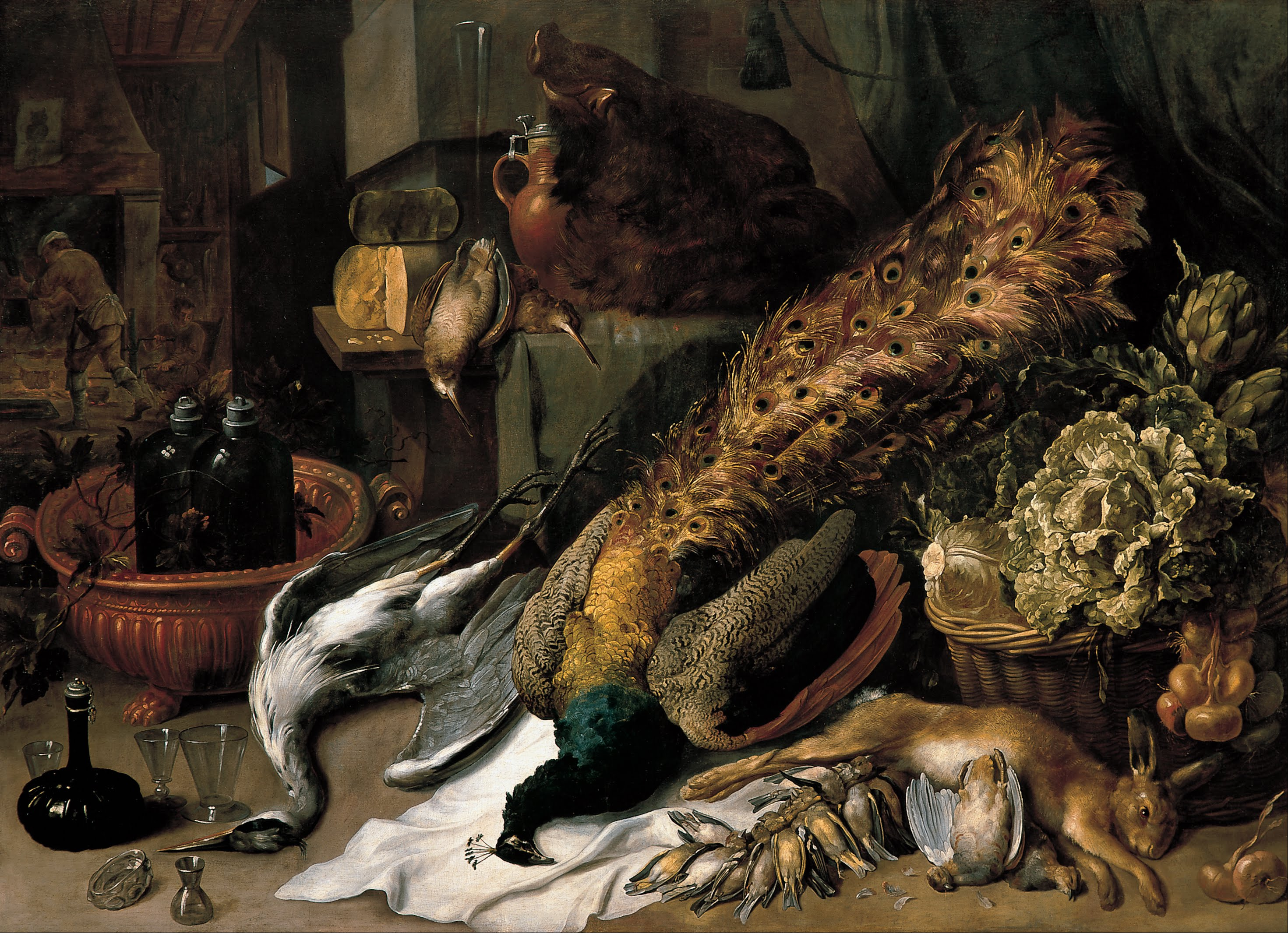
طبیعت بی‌جان در یک سردخانهٔ شراب اثر فرانس اسنایدر.

انیمالیِر (انگلیسی: Animalier)، یک هنرمند است که معادل فارسی آن به معنای «تصویرگر حیوانات» است و به‌کلی عمده به شخصی گفته می‌شود که در به تصویر کشیدن واقع بینانه و طبیعی از حیوانات، تخصص و مهارت دارد.
این تصویر گرایی ممکن است که به صورت نقاشی یا ساخت مجسمه باشد و این اصلاح به‌طور کلی از قرن ۱۹ به هنرمندانی که در این سبک و فرمت فعالیت می‌کنند نسبت داده می‌شود. نقاش یا مجسمه‌سازی که دستمایه و الگوی اثر خود را از حیوانات می‌گیرد و با خلق یک تابلو یا تندیس به آن هویت و جان می‌بخشد.

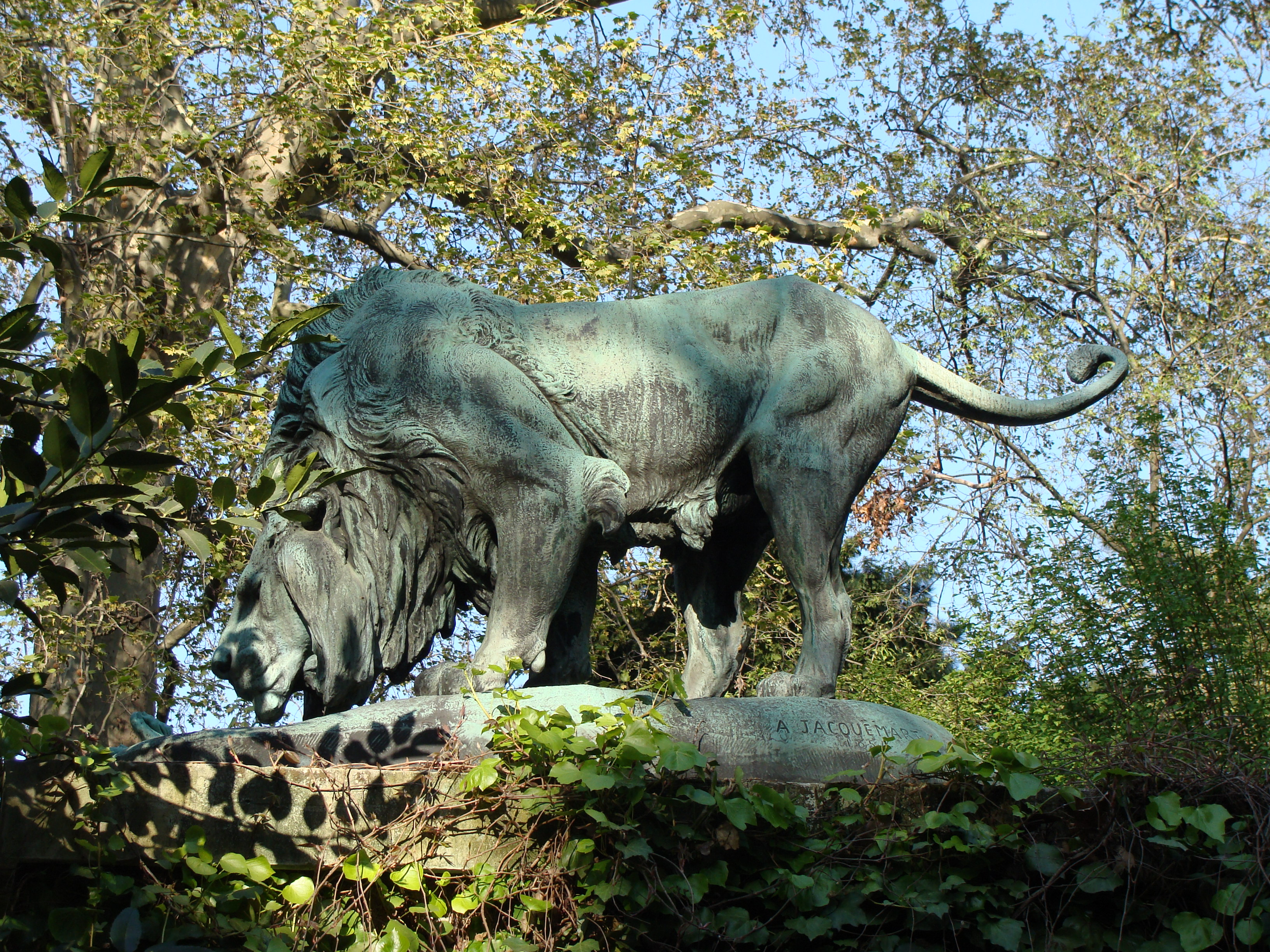
یکی از دو شیر برنزی در Jardin des Plantes، پاریس

اگر چه نمونه های اولیه بسیاری را می توان یافت، اما مجسمه سازی حیوانی در اوایل قرن نوزدهم در پاریس با آثار آنتوان لویی بایر (۱۷۹۵ - ۱۸۷۵)محبوب تر و معتبرتر شد، که این اصطلاح توسط منتقدان در سال ۱۸۳۱،  و امیل - کوریولن گیلمین برای آن ها ابداع شد. تا اواسط قرن بیستم، علاقه به موضوعات حیوانی در میان تمام اقشار طبقه متوسط بسیار گسترده بود.

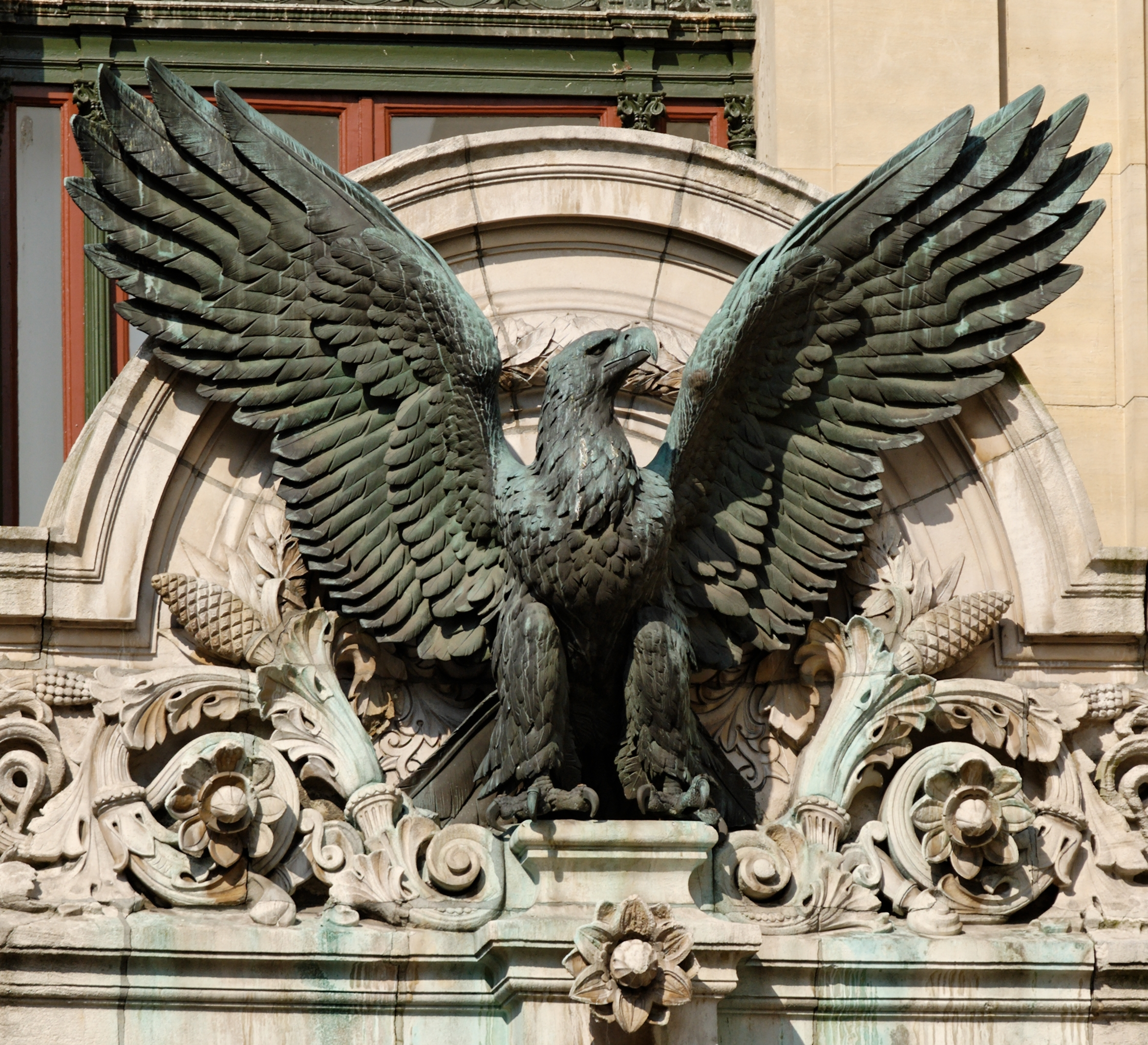
عقاب اثر Henri Alfred Jacquemart، اپرای گارنیه، پاریس.

این آثار تاثیرگذاری زیادی داشته است.

## تصویرگران حیوانات

### نقاشان
- Richard Ansdell
- رزا بونور
- Jacques Raymond Brascassat
- Alexandre-François Desportes
- Melchior d'Hondecoeter
- Charles Jacque
- Paul Jouve
- ادوین لندسر

### مجسمه سازان
- Alphonse-Alexandre Arson
- Émile-Coriolan Guillemin
- Alfred Barye
- Antoine-Louis Barye
- André-Vincent Becquerel
- Joseph Edgar Boehm
- Antoine Bofill
- Isidore Bonheur
- رزا بونور
- Solon Borglum
- Antoine-Félix Bouré
- Auguste Cain
- Victor Chemin
- Paul Comolèra
- Paul-Édouard Delabrièrre
- Alfred Dubucand
- Anton Dominik Fernkorn
- Christopher Fratin
- امانوئل فرمیت
- Georges Gardet
- Raymond Gayrard
- Thomas Gechter
- Robert Glassby
- Willis Good
- آناهایت هانتینگتن
- Herbert Haseltine
- Gaston d'Illiers
- Henri Alfred Jacquemart
- بوهومیل کافکا
- Gertrude Lathrop
- Pierre Lecourtier
- Pierre Lenordez
- Edouard Martinet
- Clovis Edmond Masson
- Pierre-Jules Mêne
- Léon Mignon
- Jules Moigniez
- آگوست اوتین
- Charles Paillet
- Ferdinand Pautrot
- Jules Pautrot
- François Pompon
- Edward Clark Potter
- Alexander Phimister Proctor
- Louis Riche
- Frederick Roth
- Pierre Louis Rouillard
- Edouard Sandot
- Auguste Trémont
- Paul Troubetzkoy
- Pierre Tourgueneff
- Charles Valton
- Katharine Lane Weems